# Ернст фон Рат
Ернст фон Рат (на немски: Ernst Eduard vom Rath) е дипломат от Нацистка Германия – трети секретар в посолството на Третия райх в Париж.
На 7 ноември 1938 година е прострелян в Париж с 5 изстрела в корема от германския евреин Хершел Гринспан. Ернст фон Рат умира 2 дни по-късно.
Същата вечер в Германия и Австрия избухва голям погром срещу евреите, известен като кристалната нощ.